# T (schaal)

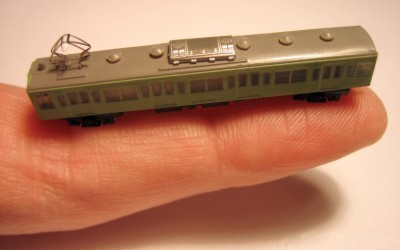
Locomotief op schaal T

Schaal T is een modelspoormaat die in 2006 in Japan werd geïntroduceerd. Het is, met een spoorwijdte van 3 mm (schaal 1:450), de kleinste modelspoormaat die op de markt is. Daar heeft de schaal ook zijn naam aan te danken: het symbool T staat voor three. Sinds 2006 is het Japanse KK-Eishindo de fabrikant van het merk Tgauge. In licentie vindt productie plaats door Railway Shop in Hongkong voor wereldwijde verzending naar diverse distributeurs.

## Techniek
De modellen worden gevoed met drie batterijen (4,5 V gelijkspanning) of een optionele wisselstroomadapter. Om de trekkracht en spanningsoverdracht te bevorderen, zijn de modellen uitgerust met magnetische wielen en zijn de rails van staal. De snelheid kan zeer nauwkeurig worden geregeld door een snelheidsregelaar, waarbij gebruik wordt gemaakt van pulsbreedtemodulatie.

## Distributeurs
Voor Europa was de enige distributeur van het merk gevestigd in Edinburgh. Later is in Duitsland ook een distributeur gevestigd. Beide brengen op hun eigen land geënte en ontwikkelde modellen van locomotieven en scenery-artikelen uit. Ook worden door enkele hobbyisten diverse modellen gebouwd.